# Zeughaus (Neuss)

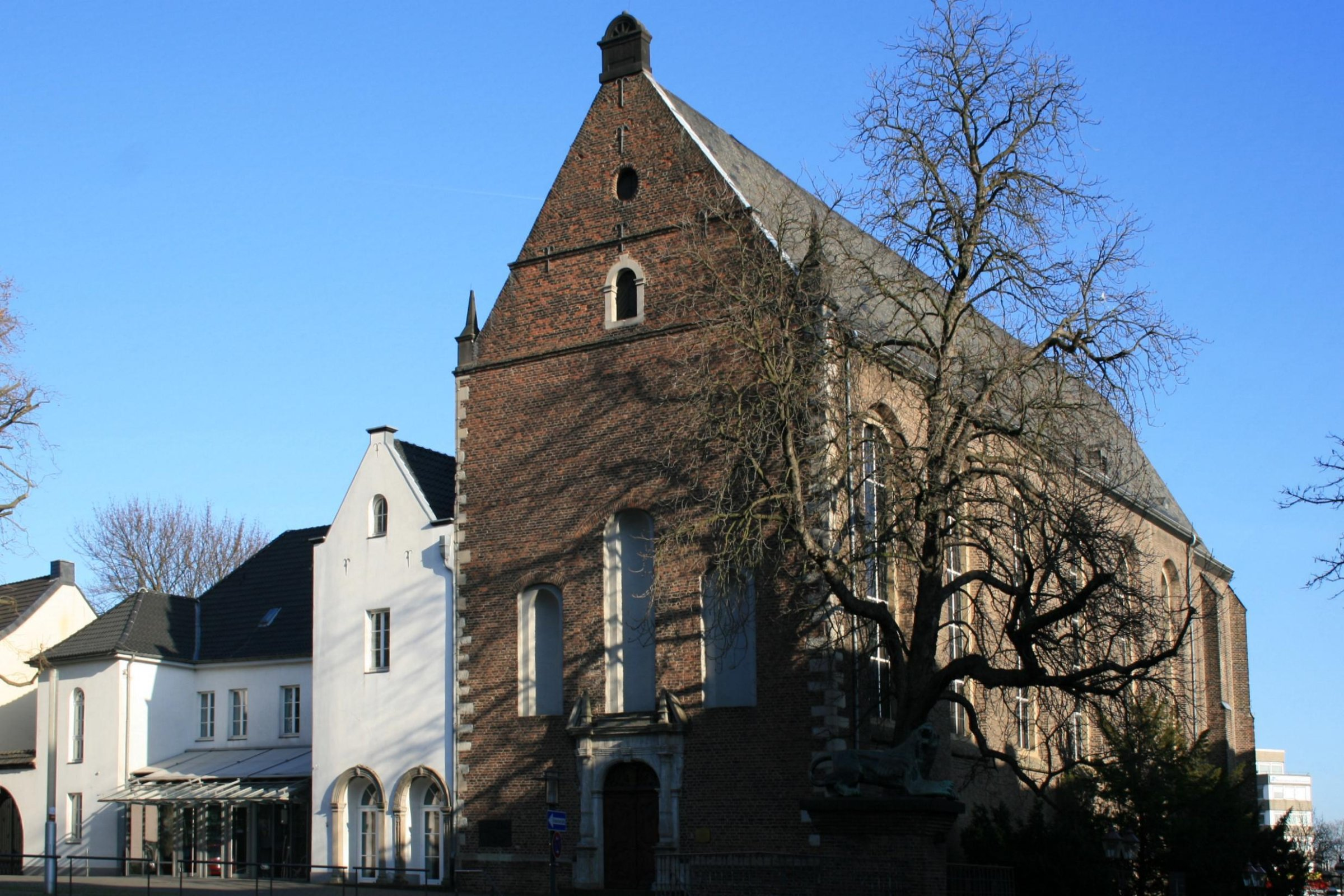
Zeughaus in Neuss

Das Zeughaus befindet sich am Freithof in Neuss nahe dem Quirinus-Münster. Es geht auf ein ab 1637 errichtetes Kloster der Observanten zurück. 1802 ging es in den Besitz der Stadt Neuss über. Ab 1815 wurde es an den preußischen Staat vermietet, der es bis etwa 1855 als Zeughaus verwendete. Später wurde das Objekt als Konzerthaus, Schule und Theatersaal genutzt. Heute befindet es sich – wie die Neusser Stadthalle – in den Händen von „Neuss Marketing“.